# Eucera friesei
Eucera friesei là một loài Hymenoptera trong họ Apidae. Loài này được Risch mô tả khoa học năm 2003.